# Tina Poloni
Tina Poloni (1940 circa) è un'ex sciatrice alpina italiana.

## Biografia
Sciatrice polivalente sorella di Jole, a sua volta sciatrice alpina, in campo internazionale Tina Poloni debuttò in occasione del Grand Prix du Savoie 1959 (Courchevel/Méribel, 8-10 aprile), dove si classificò 10ª nello slalom gigante e non completò lo slalom speciale, conquistò i migliori piazzamenti al Grand Prix Feminine 1960 (Saint-Gervais-les-Bains, 21-23 gennaio), dove fu 7ª nella discesa libera, 5ª nello slalom speciale e 6ª nella combinata, e disputò le sue ultime gare al trofeo Arlberg-Kandahar 1961 (Mürren, 10-12 marzo); non prese parte a rassegne olimpiche o iridate.

## Palmarès

### Campionati italiani
- 2 medaglie[5]:
  - 1 oro (slalom gigante nel 1960)
  - 1 argento (slalom gigante nel 1961)